# Oxymeris senegalensis
Oxymeris senegalensis es una especie de gasterópodo del género Oxymeris, perteneciente a la familia Terebridae.
Se distribuyen por el océano Atlántico entre Marruecos y Angola.